# Среднеивкинское сельское поселение
Среднеи́вкинское се́льское поселе́ние — муниципальное образование в составе Верхошижемского района Кировской области России.
Центр — село Среднеивкино.

## История
Среднеивкинское сельское поселение образовано 1 января 2006 года согласно Закону Кировской области от 07.12.2004 № 284-ЗО.
27 июля 2007 года Законом Кировской области № 151-ЗО в состав поселения включены населённые пункты бывшего Вороньевского сельского поселения.

## Население
| 2010  | 2012  | 2013  | 2014  | 2015  | 2016  | 2017  |
| ----- | ----- | ----- | ----- | ----- | ----- | ----- |
| 1310  | ↗1352 | ↘1347 | ↘1344 | ↘1341 | ↘1335 | ↘1302 |
| 2018  | 2019  | 2020  | 2021  |       |       |       |
| ↘1290 | ↘1227 | ↘1218 | ↘1054 |       |       |       |

## Состав
В состав поселения входят 8 населённых пунктов (население, 2010):
- село Среднеивкино — 797 чел.;
- деревня Воронье — 271 чел.;
- деревня Воскресенцы  — 1 чел.;
- деревня Осиновица — 144 чел.;
- деревня Осколки — 7 чел.;
- деревня Самосуды — 4 чел.;
- деревня Сутяга — 74 чел.;
- деревня Чучаловы — 12 чел.